# Oxypyge tingomariae
Oxypyge tingomariae är en mångfotingart som beskrevs av Kraus 1957. Oxypyge tingomariae ingår i släktet Oxypyge och familjen Rhinocricidae. Inga underarter finns listade i Catalogue of Life.